# Standard Athletic Club
O Standard Athletic Club, também conhecido como Standard AC, é um clube social de língua inglesa sediado em Paris e mais tarde em Meudon, fundado em 1º de março de 1890, sendo um dos primeiros clubes de futebol da França. O clube venceu o primeiro campeonato francês de futebol em 1894, feito repetido novamente em 1895, 1897, 1898 e 1901.[carece de fontes?]
O clube também é conhecido por seu departamento de críquete, composto em sua maioria por britânicos, que começou a funcionar em 1893 e cedeu a maior parte dos atletas que representaram a França na Olimpíadas de 1900 em Paris, que foi a única partida de críquete disputada em Jogos Olímpicos. As equipes de hóquei sobre a grama do SAC jogaram na primeira divisão francesa. A piscina de natação do clube foi inaugurada em 1962; a seção de golfe foi criada em 1979 e a primeira quadra de squash foi construída em 1976.

## Títulos
- Campeonato Francês de Futebol da USFSA (1894–1919) (5): 1894, 1895, 1897, 1898, 1901.
- Coupe Dewar (1899–1915) (4): 1899, 1901, 1902 e 1904.